# Мездра (община)
Вижте пояснителната страница за други значения на Мездра.
Община Мездра се намира в Северозападна България и е една от съставните общини на област Враца. Административен център е град Мездра.

## География

### Географско положение, граници, големина
Общината е разположена в югозападната част на област Враца. С площта си от 519,112 km2 заема 3-то място сред 10-те общините на областта, което съставлява 14,34% от територията на областта. Границите ѝ са следните:
- на север – община Враца;
- на изток – община Роман;
- на юг – община Ботевград, Софийска област;
- на запад – община Своге, Софийска област.

### Релеф, води, климат, почви, флора и фауна

#### Релеф
Релефът на общината е средно-, ниско планински и хълмист. Територията ѝ условно попада в две физикогеографски области на България – Западна Стара планина и Западния Предбалкан.
На север от проломът на река Искър, в западната част на общината се простира югоизточната и източната, ниска част на Врачанска планина. Най-високата точка е 1430 m н.в., намираща се югоизточно от хижа „Пършевица“. Южно от проломът и западно от десния приток на Искър Малката река в югозападните предели на общината попадат северните склонове на Ржана планина, която също е част от Западна Стара планина. Тук, южно от село Оселна, на границата със Софийска област се издига връх Щадимо (1549 m), най-високата точка на общината.
Останалите северни и източни части на общината са заети от полупланински ридове и хълмове, явяващи се части от Западния Предбалкан. Източно от долината на Малката река и южно от долината на река Искър на територията на община Мездра се простират северозападните части на предбалканския рид Гола глава с едноименния си връх от 853 m, издигащ се южно от село Типченица, на границата със Софийска област. В северната част на общината, по границата с община Враца, от запад на изток се издига рида Веслец, като масималната му височина в пределите на общината е 658 m, северно от село Върбешница. Територията между този рид на север, Ржана планина на юг и Врачанска планина на запад се заема от Мездренската хълмиста област, където надморската височина варира от около 300 m на запад, където се свързва чрез нисък праг с Врачанското поле до 167 m на изток в коритото на река Искър (най-ниската точка на община Мездра). През средата на Мездренската хълмиста област от запад на изток протича река Искър с част от средното течение.

#### Води
Основна водна артерия в общината е река Искър, която протича през нея от запад на изток на протежение от около 30 km. Реката навлиза в общината западно от село Елисейна и до село Ребърково тече през долната част на величествения Искърският пролом. В този участък отляво и отдясно в нея се вливат малки и къси реки и дерета стичащи се от Врачанска планина и Ржана планина. След това реката навлиза в Мездренската хълмиста област където прави множество меандри и северно от село Струпец (община Роман) на пуска пределите на общината. В този си участък реките вливащи се в нея са по дълги и по-малък наклон на течението си и водят началото си от ридовете Веслец на север и Гола глава на юг.
Хидрографските и хидроложките условия по отношение на повърхностните води се характеризират със следните показатели: гъстота на речната мрежа – 0,8 – 1 км/кв.км; средно годишен повърхностен отток-5-7л/с/кв.км. По-голяма е гъстотата на речната мрежа в Старопланинската верига, поради значителния наклон на склоновете, изградени от леко податливи на ерозия основни скали (водосборите на десните притоци на река Искър, водещи началото си от Ржана планина и водосборите на левите притоци, водещи началото си от Врачанска планина). По-ниска е гъстотата на речната мрежа в нископланинските и хълмисто-ридови терени на предпланинската част, която се пресича от следните по-големи реки – Моравешка, Крапешка, Типченишка, Боденска и др., всички притоци на Искър. Повърхностните води са с дъждовно-снежно подхранване и неустойчиво фазово разпределение на оттока. През лятото се наблюдава частично пресъхване на по-малките реки и дерета. Съгласно хидроложкото райониране, подземните води се отнасят към Севернобългарския хидрогеоложки район. В близост до Искър през пролетното пълноводие нивото на подземните води в алувиалните отложения достига до 0,5 – 1,5 м дълбочина, а през есенното маловодие – до 6 – 8 м. Ограждащите град Мездра планински масиви са силно окарстени, налице са карстови подземни води с дълбока циркулация. Не са установени термални води.

#### Климат
В климатично отношение общината попада в умерено-континенталната подобласт от Европейско-континенталната климатична област и се отнася към Предбалканския припланински климатичен район. Атмосферната циркулация е от антициклонален тип, свързана е с активен въздушен пренос и оказва прочистващо влияние. Средноденонощната годишна температура на въздуха е 11,1 °C. Средномесечната амплитуда на въздуха е 9,3 °C. Характерна особеност на термичния режим през зимата са честите и продължителни температурни инверсии. Средномесечната относителна влажност на въздуха е 72%, с максимум през декември – 85% и минимум през август – 59%. Средногодишната сума на валежите е 811 мм. Средната височина на снежната покривка е около 10 см, а средногодишния брой на дните със снежна покривка е под 50. По отношение на вятъра преобладава тихото време – 58%. Преобладаващи са северозападните ветрове със средногодишна скорост 1,6 м/с. Късните пролетни слани и мразове в ниските части падат през третата десетдневка на април, а в по-високите части с пет-десет дни по-късно. Най-ранните есенни слани падат в началото на октомври (за по-ниските части) и в края на септември (за по-високите части).

#### Почви
На територията на общината са разпространени следните почвени типове: сива и кафява горска, хумусно-карбонатна, алувиална. Преобладаващите почвени типове са сивите горски почви, заемащи междинно място между излужените черноземи в равнинната част и кафявите горски почви в по-високите части на Стара планина. Покрай водното течение на река Искър се срещат алувиални почви като резултат от дългогодишно отлагане на наносни материали. При тях няма формирани генетични хоризонти и количеството на хумуса и общия азот не се подчинява на общите закономерности. По отношение на механичния състав, преобладаващи са леко песъчливо-глинестите и средно песъчливо-глинестите почви. Като цяло механичния състав е благоприятен и осигурява добър водно-въздушен режим.

#### Флора и фауна
Община Мездра по зоогеографското райониране на България попада в Северния регион на Старопланинския район, който включва и територията на Предбалкана. Според „Класификационна схема на типовете горски месторастения в България“, територията на общината попада в Мизийската горскорастителна област, подобласт Северна България. Във вертикално отношение се разграничават следните два пояса – Долен равнинно-хълмист и хълмисто-предпланински пояс на дъбовите гори и Среден планински пояс на горите от бук и иглолистни. Растителността в първия пояс е представена от чисти и смесени благунови и церови формации със спътници от горун, габър, клен, мъждрян, бор, топола, акация, липа. От храстовите видове се срещат дрян, глог, смрадлика, драка, шипка, птиче грозде. Тревната растителност е представена от типичните за дъбовите гори видове: житни треви, острица, ягода, къпина, мащерка, коприва, жълт кантарион и др. Във втория пояс естествената растителност е представена от зимен дъб, бук, цер, сребролистна липа, явор, габър, трепетлика. На бедни и ерозирани терени са залесени черен и бял бор, акация и др.
Фауната е с преобладаващо евросибирско и европейско разпространение и по-слабо – средиземноморско. Разнообразието на животинския свят е ограничено, като следствие от продължителното намаляване на горските площи и превръщането им в ливади и орни земи. В планинската част се срещат сърна, елен, дива свиня, заек, а от птиците – представители на сем. Вранови, стърчиопашкови, овесаркови, гълъбови и др. По течението на Искър преминава прелетния път на водоплаващите и блатни птици.

### Населени места
Общината се състои от 28 населени места. Списък на населените места, подредени по азбучен ред, население и площ на землищата им:
| Населено място | Пребр. на населението през 2021 г. | Площ на землището (в км2) | Забележка (старо име) | Населено място | Пребр. на населението през 2021 г. | Площ на землището (в км2) | Забележка (старо име) |
| Боденец        | 485                                | 9,130                     |                       | Лик            | 240                                | 26,521                    |                       |
| Брусен         | 396                                | 6,807                     |                       | Лютиброд       | 248                                | 25,458                    |                       |
| Върбешница     | 318                                | 126,005                   |                       | Лютидол        | 184                                | 21,870                    |                       |
| Горна Бешовица | 122                                | 18,793                    |                       | Мездра         | 8891                               | 5,343                     |                       |
| Горна Кремена  | 422                                | 28,371                    |                       | Моравица       | 575                                | 14,051                    | Муравица              |
| Долна Кремена  | 499                                | 20,921                    |                       | Оселна         | 336                                | 22,903                    |                       |
| Дърманци       | 330                                | 9,460                     |                       | Ослен Криводол | 103                                | 15,686                    |                       |
| Елисейна       | 266                                | 8,987                     |                       | Очиндол        | 116                                | 28,099                    |                       |
| Зверино        | 1500                               | 35,065                    |                       | Ребърково      | 346                                | 8,553                     |                       |
| Злидол         | 85                                 | 7,417                     |                       | Руска Бела     | 373                                | 11,765                    | Бела Руска            |
| Игнатица       | 439                                | 29,506                    |                       | Старо село     | 92                                 | 25,293                    |                       |
| Кален          | 80                                 | 22,248                    |                       | Типченица      | 291                                | 29,830                    |                       |
| Крапец         | 344                                | 8,602                     |                       | Цаконица       | 65                                 | 17,664                    |                       |
| Крета          | 238                                | 5,754                     |                       | Царевец        | 285                                | 29,010                    | Влашко село           |

## Административно-териториални промени
- МЗ № 1747/обн. 21 октомври 1936 г. – преименува с. Влашко село на с. Царевец;
- МЗ № 3287/обн. 11 декември 1938 г. – преименува с. Бела Руска на с. Руска Бела;
- МЗ № 3051/обн. 31 декември 1943 г. – заличава селата Горна Кремена и Долна Кремена и ги обединява в едно населено място – с. Голяма Кремена;
- МЗ № 2972/обн. 1 ноември 1944 г. – заличава с. Голяма Кремена и възстановява селата Горна Кремена и Долна Кремена;
- Указ № 435/обн. 31 август 1950 г. – признава с. Мездра за гр. Мездра;
- Указ № 148/обн. 29 май 1956 г. – заличава селата Горна Кремена и Долна Кремена и ги обединява в едно населено място – с. Кремена;
- Указ № 28/обн. 24 януари 1961 г. – заличава с. Кремена и възстановява селата Горна Кремена и Долна Кремена.

## Население

### Етнически състав
Преброяване на населението през 2011 г.
Численост и дял на етническите групи според преброяването на населението през 2011 г., по населени места (подредени по численост на населението):
| Населено място | Численост | Численост | Численост | Численост | Численост | Численост           | Численост    | Населено място | Дял (в %) | Дял (в %) | Дял (в %) | Дял (в %) | Дял (в %)           | Дял (в %)    |
| Населено място | Общо      | Българи   | Турци     | Цигани    | Други     | Не се самоопределят | Неотговорили | Населено място | Българи   | Турци     | Цигани    | Други     | Не се самоопределят | Неотговорили |
| Общо           | 21 748    | 19 189    | 20        | 622       | 44        | 66                  | 1807         | 100.00         | 88.23     | 0.09      | 2.86      | 0.20      | 0.30                | 8.30         |
| -------------- | --------- | --------- | --------- | --------- | --------- | ------------------- | ------------ | -------------- | --------- | --------- | --------- | --------- | ------------------- | ------------ |
| Мездра         | 10 918    | 9407      | 3         | 185       | 25        | 38                  | 1260         | Мездра         | 86.16     | 0.02      | 1.69      | 0.22      | 0.34                | 11.54        |
| Зверино        | 1728      | 1674      |           | 0         |           |                     | 51           | Зверино        | 96.87     |           | 0.00      |           |                     | 2.95         |
| Моравица       | 725       | 578       |           | 23        |           |                     | 121          | Моравица       | 79.72     |           | 3.17      |           |                     | 16.68        |
| Игнатица       | 624       | 583       | 0         | 0         | 0         | 3                   | 38           | Игнатица       | 93.42     | 0.00      | 0.00      | 0.00      | 0.48                | 6.08         |
| Боденец        | 570       | 554       |           |           |           | 3                   | 9            | Боденец        | 97.19     |           |           |           | 0.52                | 1.57         |
| Долна Кремена  | 562       | 458       | 9         | 67        | 5         | 6                   | 17           | Долна Кремена  | 81.49     | 1.60      | 11.92     | 0.88      | 1.06                | 3.02         |
| Горна Кремена  | 487       | 435       |           | 0         |           |                     | 49           | Горна Кремена  | 89.32     |           | 0.00      |           |                     | 10.06        |
| Оселна         | 473       | 393       | 0         | 0         | 0         | 0                   | 80           | Оселна         | 83.08     | 0.00      | 0.00      | 0.00      | 0.00                | 16.91        |
| Брусен         | 436       | 390       |           | 31        |           | 3                   | 11           | Брусен         | 89.44     |           | 7.11      |           | 0.68                | 2.52         |
| Типченица      | 413       | 409       | 0         | 0         |           |                     | 3            | Типченица      | 99.03     | 0.00      | 0.00      |           |                     | 0.72         |
| Елисейна       | 407       | 284       | 3         | 118       | 0         | 0                   | 2            | Елисейна       | 69.77     | 0.73      | 28.99     | 0.00      | 0.00                | 0.49         |
| Руска Бела     | 401       | 347       |           | 4         | 3         |                     | 46           | Руска Бела     | 86.53     |           | 0.99      | 0.74      |                     | 11.47        |
| Върбешница     | 395       | 336       | 0         | 0         | 0         | 3                   | 56           | Върбешница     | 85.06     | 0.00      | 0.00      | 0.00      | 0.75                | 14.17        |
| Лик            | 391       | 379       |           | 6         |           |                     | 2            | Лик            | 96.93     |           | 1.53      |           |                     | 0.51         |
| Царевец        | 382       | 374       | 0         |           |           |                     | 5            | Царевец        | 97.90     | 0.00      |           |           |                     | 1.30         |
| Дърманци       | 356       | 337       | 0         | 0         | 0         | 0                   | 19           | Дърманци       | 94.66     | 0.00      | 0.00      | 0.00      | 0.00                | 5.33         |
| Крапец         | 356       | 259       | 0         | 97        | 0         | 0                   | 0            | Крапец         | 72.75     | 0.00      | 27.24     | 0.00      | 0.00                | 0.00         |
| Лютиброд       | 355       | 334       | 0         | 3         |           |                     | 17           | Лютиброд       | 94.08     | 0.00      | 0.84      |           |                     | 4.78         |
| Ребърково      | 346       | 303       |           | 37        |           |                     | 5            | Ребърково      | 87.57     |           | 10.69     |           |                     | 1.44         |
| Лютидол        | 255       | 251       | 0         | 0         | 0         | 0                   | 4            | Лютидол        | 98.44     | 0.00      | 0.00      | 0.00      | 0.00                | 1.56         |
| Крета          | 218       | 185       |           | 24        | 0         |                     | 8            | Крета          | 84.86     |           | 11.00     | 0.00      |                     | 3.66         |
| Горна Бешовица | 185       | 176       | 0         | 7         | 0         | 0                   | 2            | Горна Бешовица | 95.13     | 0.00      | 3.78      | 0.00      | 0.00                | 1.08         |
| Очиндол        | 165       | 165       | 0         | 0         | 0         | 0                   | 0            | Очиндол        | 100.00    | 0.00      | 0.00      | 0.00      | 0.00                | 0.00         |
| Старо село     | 137       | 137       | 0         | 0         | 0         | 0                   | 0            | Старо село     | 100.00    | 0.00      | 0.00      | 0.00      | 0.00                | 0.00         |
| Ослен Криводол | 135       | 120       | 0         | 13        | 0         | 0                   | 2            | Ослен Криводол | 88.88     | 0.00      | 9.62      | 0.00      | 0.00                | 1.48         |
| Злидол         | 121       | 119       | 0         |           | 0         |                     | 0            | Злидол         | 98.34     | 0.00      |           | 0.00      |                     | 0.00         |
| Кален          | 107       | 105       |           |           | 0         |                     | 0            | Кален          | 98.13     |           |           | 0.00      |                     | 0.00         |
| Цаконица       | 100       | 97        | 0         | 3         | 0         | 0                   | 0            | Цаконица       | 97.00     | 0.00      | 3.00      | 0.00      | 0.00                | 0.00         |

## Политика

### Общински съвет
Състав на общинския съвет, избиран на местните избори през годините:
| Партия или сдружение | 2003    | 2007    | 2011 | 2015    |
| Избирателна активност по време на изборите | 52,02 % | 61,01 % |      | 62,57 % |
| Общ брой места | 21      | 21      | 21   | 21      |
| --- | ------- | ------- | ---- | ------- |
| Българска социалистическа партия | 12      | 7       | 8    | 7       |
| ГЕРБ |         | 3       | 8    | 5       |
| Алтернатива за българско възраждане |         |         |      | 4       |
| Народен съюз |         |         |      | 3       |
| Либерален алианс – Има бъдеще за Мездра |         |         |      | 2       |
| Коалиция „Движение за община Мездра“ (Съюз на демократичните сили, Земеделски народен съюз, Демократи за силна България, Съюз на свободните демократи) |         | 4       | 2    |         |
| Обединена социалдемокрация |         |         | 2    |         |
| Венелин Димитров Кръстев – независим |         |         | 1    |         |
| Рома | 1       | 2       |      |         |
| Българска социалдемокрация | 1       | 2       |      |         |
| Надежда Илиева Йорданова – независим |         | 1       |      |         |
| Атака |         | 1       |      |         |
| Национално движение „Симеон Втори“ | 2       | 1       |      |         |
| Съюз на демократичните сили | 3       |         |      |         |
| Български земеделски народен съюз - Народен съюз | 2       |         |      |         |

### Общински кмет
- 2015 – Генади Събков (БСП) печели втория тур с 58% срещу Николинка Кътовска (АБВ)
- 2011 – Иван Аспарухов (независим) печели на втория тур с 46% срещу Нели Стоянова (ГЕРБ).
- 2007 – Иван Аспарухов (независим) печели на първия тур с 58% срещу Стефан Стефанов („Движение за община Мездра“).
- 2003 – Иван Аспарухов (независим) печели на първия тур със 78% срещу Николай Велчев (независим).
- 1999 – Иван Аспарухов (независим) печели на първия тур с 58% срещу Славей Младенов („ОДС плюс“).
- 1995 – Цветко Петков (Предизборна коалиция БСП, БЗНС Александър Стамболийски, ПК Екогласност) печели на втория тур с 59% срещу Веселин Кръстев (Народен съюз).

## Транспорт
През общината преминават участъци от трасетата на две важни за страната жп линии:
- от запад на изток по долината на река Искър – участък от 37,2 km от трасето на жп линията София – Горна Оряховица – Варна;
- от югоизток на северозапад – участък от 8,9 km от трасето на жп линията Мездра – Бойчиновци – Брусарци – Видин.

През общината преминават частично 5 пътя от Републиканската пътна мрежа на България с обща дължина 80,9 km:
- участък от 22,8 km от Републикански път I-1 (от km 150,8 до km 173,6);
- началният участък от 25,3 km от Републикански път II-16 (от km 0 до km 25,3);
- началният участък от 20,2 km от Републикански път III-103 (от km 0 до km 20,2);
- последният участък от 3,6 km от Републикански път III-134 (от km 35,9 до km 39,5);
- началният участък от 9 km от Републикански път III-161 (от km 0 до km 9,0).

## Топографски карти
- Лист от карта K-34-35. Мащаб: 1 : 100 000.
- Лист от карта K-34-36. Мащаб: 1 : 100 000.